# Kader
Kader (från franska cadre) är en kärntrupp inom försvaret eller en kärngrupp inom en organisation. 
I svenska försvarsmakten talar man ibland om kaderövning, vilket i det sammanhanget ofta innebär en mindre övning med enbart stabsofficerare eller motsvarande.
Inom revolutionär kommunism används i stället kader om en person med hög ställning inom organisationen. Kadrer betraktas vanligen som dessa organisationers stomme eller ryggrad och har ofta både befäls- och undervisningsuppgifter. Ofta förknippas ordet med revolutionära eller kommunistiska organisationer. 
Ordförande Mao skrev "Det rättesnöre kommunistiska partiet bör följa i sin kaderpolitik är huruvida en kader beslutsamt genomför partiets linje, iakttar partiets disciplin, har intima förbindelser med massorna, är i stånd att självständigt orientera sig och är aktiv, arbetar hårt samt är osjälvisk."
Länder som idag (2007) har kader som officiell titel inkluderar Kina, Taiwan, Vietnam och Japan.